# Ture Rosvall
Ture Albin Rosvall, född 6 juli 1891 i Malmö död 10 oktober 1977 i Djursholm var en svensk roddare. Han tävlade för Malmö roddklubb.
Aronsson deltog i de olympiska sommarspelen i Stockholm 1912. Han deltog i två klasser - inriggad fyra med styrman och åtta med styrman. Silverbesättningen i inriggad fyra med styrman bestod utöver Ture Rosvall av William Bruhn-Möller, Conrad Brunkman, Herman Dahlbäck och Wilhelm Wilkens som styrman. Den svenska besättningen bestod av roddare från klubbar både i Malmö och Helsingborg men tävlade under OS för Roddklubben af 1912. Laget hade en engelsk tränare i Mr James "Jack" Farell. Farell hade anlitats av Svenska Olympiska Roddkommittén ett år tidigare för att sätta samman och träna lag inför OS. Guldmedaljen tog den danska båten från "Nykjøbings paa Falster" hand om med god marginal. Möjligen påverkades det svenska resultatet av att roddarna några timmar tidigare även hade deltagit i ett lopp för åtta med styrman där man åstadkom en femteplacering.